# Iacob Flucuș
Iacob Flucuș (n. 1883, comuna Sohodol, județul Brașov – d. secolul al XX-lea) a fost sergent al Gărzii naționale române din Bran.
Flucuș a participat în calitate de reprezentant al țărănimii din cele zece comune brănene la Marea Adunare Națională de la Alba Iulia, în cadrul căreia a și votat.